# Burgenlandkroaten
Die Bezeichnung Burgenlandkroaten (kroatisch gradišćanski Hrvati [ˈɡradiʃtɕanski ˈhrʋaːti]) bezieht sich auf eine kroatische Minderheit, die im Gebiet der Grenze zwischen Österreich und Ungarn lebt. Nach der Volkszählung 2001 leben im Burgenland 19.374 Burgenlandkroaten, dies entspricht einem Anteil von 5,9 % an der Gesamtbevölkerung. Die Burgenlandkroaten sind ursprünglich Flüchtlinge, die während der Türkenkriege aus Kroatien, insbesondere aus Dalmatien und der späteren Militärgrenze, flohen und im Westen des damaligen Königreichs Ungarn angesiedelt wurden.

## Geschichte

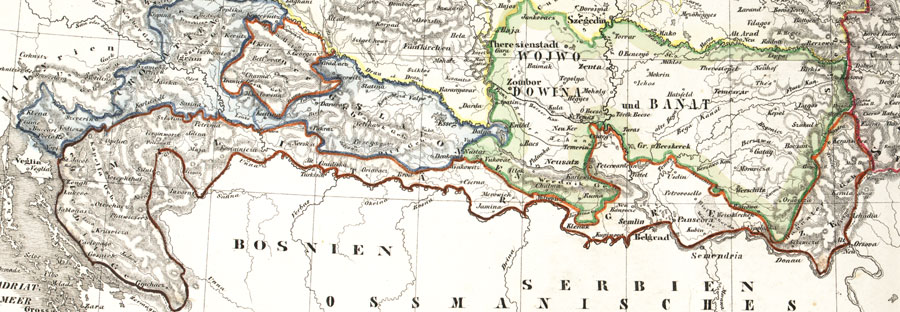
Herkunftsgebiet der Burgenlandkroaten an der Militärgrenze

### Ansiedlung der Kroaten
Im 16. Jahrhundert siedelten sich ca. 100.000 Kroaten im heutigen Burgenland an. Die Ansiedlung wurde im Falle von Stinatz 1577 erstmals urkundlich erwähnt. Ursächlich für diese großen Umsiedlungsaktionen von Kroaten waren die Türkenfeldzüge gegen Wien.
Denn um die verwüsteten Gegenden, Ländereien und aufgelassenen Dörfer nach dem Abzug der Türkenheere wieder mit neuem Leben zu erfüllen, brauchte man „neue Menschen“. Die Grafen Erdődy und Batthyány besaßen ausgedehnte Besitzungen sowohl in Kroatien als auch in Westungarn. Sie holten die kroatische Bevölkerung aus den Grenzgebieten zum Osmanenreich in das heutige Burgenland. Nebenbei entstand durch diese Umsiedlungsaktion auch eine Minderheit in Kroatien, weil die aufgelassenen Höfe der Kroaten von der österreichischen Militärverwaltung mit den vor den Türken geflohenen Walachen besiedelt wurden. Neben den Kroaten wurden auch Siedler aus dem süddeutschen Raum (z. B. die Banater Schwaben) und aus Ostungarn angesiedelt. Die dabei entstandene ethnische Struktur wirkt in diesem Raum noch heute nach.
Kleine Teile der Kroaten zogen noch weiter nördlich bis ins Marchfeld, wo sie sich niederließen. Einzelne Mitglieder der sogenannten Marchfeldkroaten gab es noch bis in das 20. Jahrhundert. Heute erinnern nur mehr die kroatischen Familiennamen daran.

### Magyarisierung
Zwischen den angesiedelten Kroaten in Westungarn und ihrem Muttervolk in der alten Heimat zerfielen nach und nach die Bindungen. Erst um das Ende des 19. Jahrhunderts entwickelte sich – durch die Mobilität gefördert – ein großes Interesse an kulturellen Kontakten. Vor allem kroatische Geistliche bemühten sich um die Erhaltung der sprachlichen und ethnisch-kulturellen Identität. Infolge der Magyarisierungspolitik galten jedoch im Königreich Ungarn zu enge Verbindungen zwischen den westungarischen Kroaten und ihrem Heimatland als Landesverrat und sie wurden als „Panslawisten“ beschimpft.
1910 verfügte die kroatische Volksgruppe in 110 Ortschaften über 60 römisch-katholische, rein kroatische Volksschulen und beinahe 150 Priester. Während aber die Schulgesetze bis 1907 die kroatische Sprache in allen Gegenständen vorsahen, machten die Schulgesetze des Grafen Apponyi die ungarische Sprache in den Volksschulen zur verpflichtenden Unterrichtssprache.

### Entstehung des Burgenlandes

Das Burgenland

Nach dem Zusammenbruch der Donaumonarchie infolge des Ersten Weltkriegs und dem Scheitern der Pläne der Siegermächte, mithilfe der Burgenlandkroaten der Tschechoslowakei einen slawischen Korridor zum SHS-Staat (Jugoslawien) zuzuschlagen, wurde 1919 mit dem Vertrag von Saint-Germain das Burgenland geschaffen. Es bestand aus den westlichen Teilen der ungarischen Komitate Wieselburg, Ödenburg und Eisenburg. Das kroatische Siedlungsgebiet wurde dadurch geteilt, und die meisten kroatischen Dörfer dieses Raumes mit ca. 50.000 Einwohnern kamen auf diese Weise zum neuen Deutschösterreich. Der Vertrag enthielt auch Bestimmungen für den Minderheitenschutz, wie beispielsweise Unterricht der eigenen Sprache in der Volksschule, seine Umsetzung hing aber in der Praxis vom guten Willen der österreichischen Verwaltungsbehörden ab. Die Kroaten gründeten daraufhin den Kroatischen Kulturverein, waren in öffentlichen Ämtern stark vertreten und engagierten sich in politischen Parteien.
Damit änderte sich die Situation für die westungarischen Kroaten grundlegend. Waren sie bisher gemeinsam mit der deutschsprachigen Bevölkerung eine Minderheit in Ungarn gewesen, so waren sie nun mit einer deutschen Mehrheit konfrontiert. Vor der Volksabstimmung 1921 im Burgenland gab es bei den Kroaten zwei Stimmungslagen: Die ortsgebundenen Bauern waren strikt gegen einen Anschluss an Österreich, während die Händler und Nebenerwerbslandwirte längst mit dem österreichischen Absatzmarkt verflochten waren und deswegen für einen Anschluss an Österreich.
Für die kroatischsprachigen oder gemischtsprachigen Schulen hatten die Gemeinden zur Gänze aufzukommen. Dies konnten sich viele der meist kleinen und ebenso armen Gemeinden nicht leisten, weshalb mehr und mehr dieser kirchlichen Gemeindeschulen von der Landesschulbehörde übernommen wurden. So wurden weniger kroatischsprachige Lehrer gewählt, und nachdem Deutsch als Pflichtfach zu fünf Wochenstunden in jeder Klasse vorgeschrieben wurde, trat der Kroatischunterricht zusätzlich in den Hintergrund. Ein weiteres Hindernis für den Kroatischunterricht waren die kroatischen Assimilanten, die die Verwendung der Mehrheitssprache als Mittel zu besserem beruflichen Fortkommen sahen. Immer mehr sozialdemokratisch regierte Gemeinden übertrugen ihre konfessionellen Schulen der staatlichen Verwaltung. Der Kampf um die Sprache wurde nun auf der Ebene der Lehrerposten ausgetragen.

### Zeit des Nationalsozialismus
Nach dem Anschluss Österreichs an Hitlerdeutschland im Frühjahr 1938 teilte sich die kroatische Minderheit wiederum in zwei Gruppen. Der eine Teil, der schon lieber bei Ungarn geblieben wäre, nahm gerade jetzt wieder eine österreichisch-nationale Haltung ein, während der andere Teil seine Hoffnungen auf einen weiteren Anschluss an das Großdeutsche Reich setzte. Zunächst versprach ein Bekenntnis zum Deutschtum bessere Aufstiegschancen, trotzdem begannen Maßnahmen gegen die kroatische Minderheit (wie auch gegen alle anderen Minderheiten in Österreich).

### Nachkriegszeit
Nach dem Ende des Zweiten Weltkrieges bemühte sich die kroatische Minderheit mit einer betont österreichischen Haltung, ihre Volksgruppe politisch und kulturell wieder zu beleben. Denn der politische, wirtschaftliche und sprachliche Assimilierungsdruck lebte auch nach der Naziherrschaft weiter. Einen Beitrag zu einem neuen Volksgruppenbewusstsein leistete Lorenz Karall, ein Kroate aus Großwarasdorf, der 1946 zum ersten Landeshauptmann des Burgenlandes nach dem Zweiten Weltkrieg gewählt wurde. Es entstanden damals zahlreiche Kontroversen zwischen dem Kroatischen Kulturverein und dem sozialdemokratisch dominierten Präsidium der Bürgermeister und Vizebürgermeister der Gemeinden im Burgenland, weil es oft aus rein parteipolitischen Gründen zu kroatischfeindlichen Beschlüssen in der Schulfrage kam. So sahen die meisten Kroaten ihre Interessen in der ÖVP mit Karall an der Spitze am besten gewahrt.
Die Ausrufung der unabhängigen Republik Kroatien im Jahre 1991 gab den Kroaten neues Selbstbewusstsein, und der vermehrte Zuspruch zum zweisprachigen Unterricht gab Anlass zu der Hoffnung, dass die Kroaten nicht zu den aussterbenden Minderheiten gehören.
Josip Seršić spricht davon, dass seit den 1960er Jahren die Migration von Bürgern Jugoslawiens, später Kroatiens nach Österreich von der Mehrheit der Burgenlandkroaten als Belebung ihrer Kultur empfunden worden sei, wenn auch einige Burgenlandkroaten die Sorge gehabt hätten, mit kroatischen „Gastarbeitern“ verwechselt zu werden.

## Bevölkerung

### Verbreitung
Das österreichische Bundesland Burgenland umfasst einen Großteil des kroatischen Siedlungsgebietes, das von den Kroaten Gradišće [ɡradiːʃtʃɛ] genannt wird.
Die kleineren kroatischen Minderheiten in Westungarn, der südwestlichen Slowakei und dem südlichen Tschechien werden oft ebenfalls als Burgenlandkroaten bezeichnet. Auch sie verwenden die burgenlandkroatische Schriftsprache und sind historisch und kulturell eng mit den Kroaten in Österreich verbunden. Die Gesamtzahl der Sprecher in allen vier Ländern sowie in der Migration wird von Vertretern der Burgenlandkroaten auf ca. 55.000 Personen geschätzt.

### Bevölkerungsentwicklung in Österreich
Etwa 25.000 bis 30.000 Menschen im Burgenland bekennen sich heute noch als Kroaten, wobei eine große Anzahl von Kroaten in Wien und den anderen Bundesländern lebt. Aufgrund eines Mangels an Arbeitsplätzen zog ein bedeutender Teil der Burgenlandkroaten nach Wien, wo sie mittlerweile kulturell und ethnisch gut organisiert sind.
Burgenlandkroaten sind in sechs von sieben burgenländischen Bezirken beheimatet, stellen aber in keinem der Bezirke die Mehrheitsbevölkerung. Die größte Zahl kroatischsprechender Burgenländer lebt in den Bezirken Eisenstadt-Umgebung und Oberpullendorf.
In der Gemeinde Schachendorf beispielsweise beträgt die Anzahl der Burgenland-Kroaten an der Gesamtbevölkerung 73 %, als deutschsprachig bezeichnen sich 20 %.

## Kultur

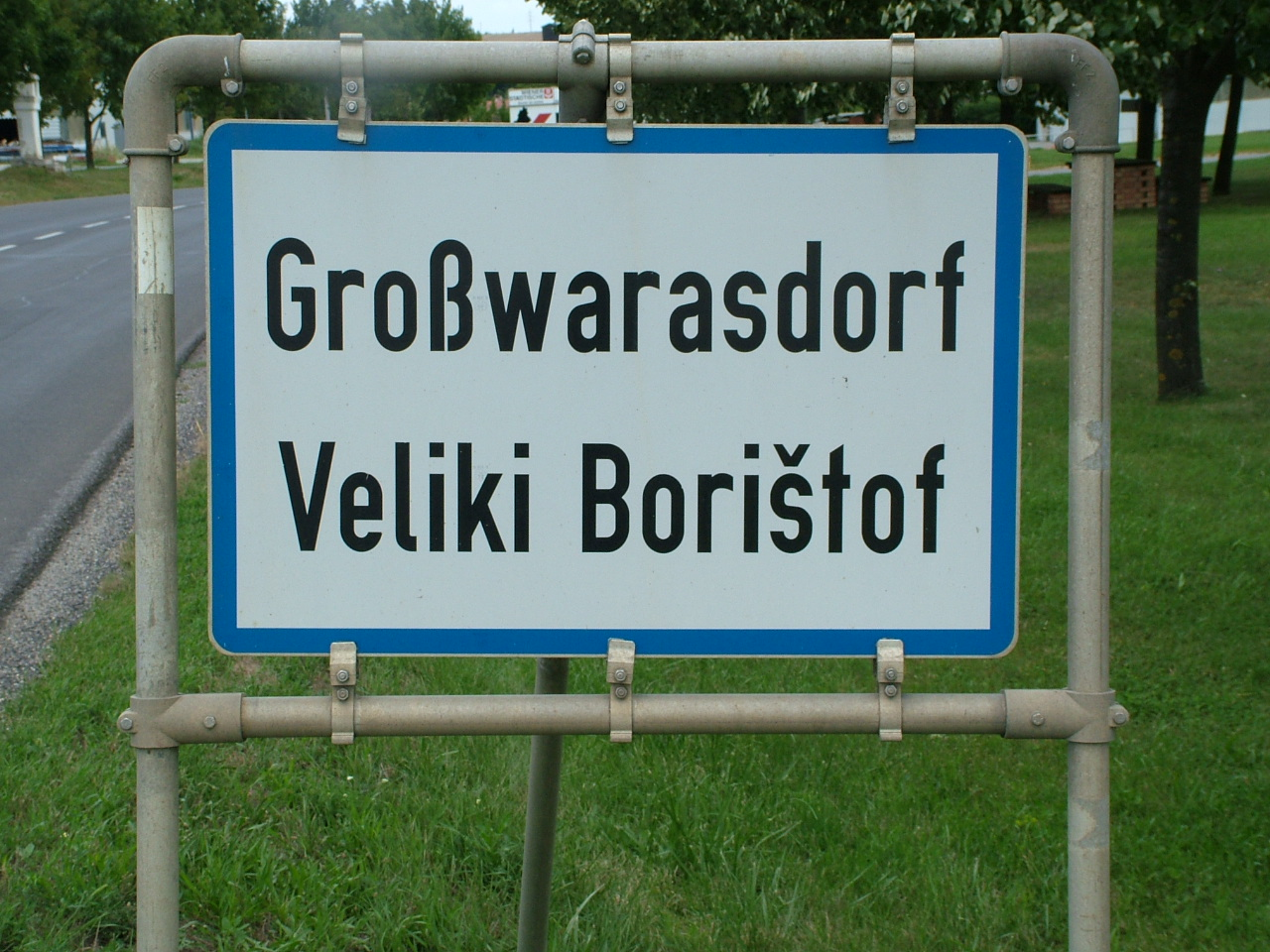
Deutsch-kroatische Ortstafel in Österreich

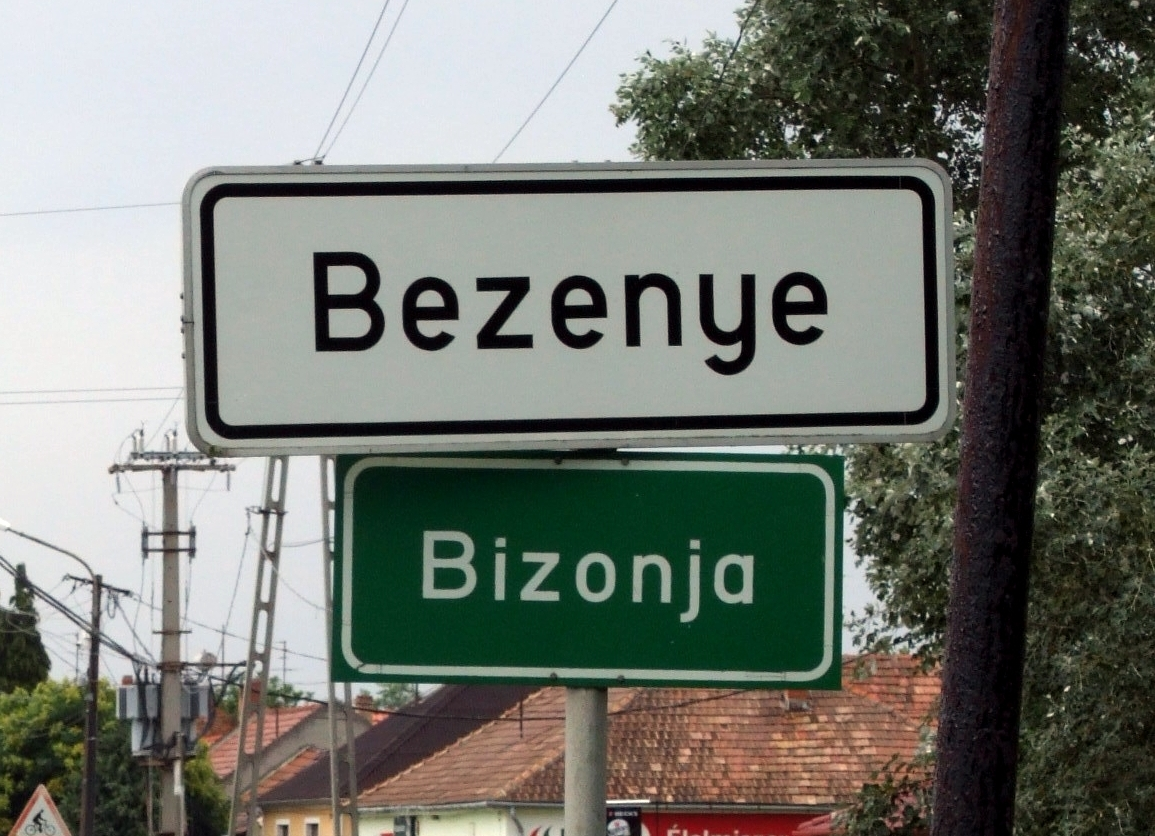
Ungarisch-kroatische Ortstafel in Ungarn

### Sprache
Die Burgenlandkroaten verwenden eine eigene Standardvariante der kroatischen Sprache, das Burgenlandkroatisch.

### Traditionen

#### Problematik
Wie fast alle Minderheiten (Volksgruppen), so hat auch die burgenlandkroatische Volksgruppe die Assimilationsversuche in ihrer Geschichte nur durch starken Zusammenhalt bzw. ausgeprägtes „Traditionsbewusstsein“ überlebt. Dadurch ergibt sich ein nach außen hin oft verzerrtes Bild der Minderheit. Verstärkt wird diese Rezeption durch Klischees und dadurch induzierten Rollenzwang.
Im Fall der Burgenlandkroaten wurde der Tamburica spielende sowie in Tracht und mit Weinflasche auf dem Kopf tanzende Burgenlandkroate schnell zum Stereotyp.
Durch die besondere gesellschaftspolitische und ökonomische Lage des Burgenlandes im Allgemeinen (50 Jahre getrennt durch den Eisernen Vorhang, sowie in infrastrukturschwachen Gebieten) und der Burgenlandkroaten als Minderheit im Speziellen, wurde diese Wahrnehmung jedoch weiter beschleunigt.
Um dem Assimilationsdruck der Politik, vor allem auch möglichen negativen Folgen am Arbeitsplatz, auszuweichen, versuchten viele Burgenlandkroaten ihre Herkunft in der Öffentlichkeit zu verheimlichen. Andererseits suchten die Burgenlandkroaten zuhause doch ihre Wurzeln und gingen dort ihren Traditionen nach. So war „bloß“ ihre traditionelle Kultur sichtbar. Dieser Umstand ist inzwischen im Begriff, sich langsam zu ändern.
Als prominente Beispiele für eine „Entfolklorisierung“ der Kultur seien das 1982 gegründete mehrsprachige Kultur- und Veranstaltungszentrum KUGA in Veliki Borištof/Großwarasdorf, Auftritte von Willi Resetarits, bei denen er auf Burgenlandkroatisch singt, und die Gruppe Bruji mit ihrem selbstbewussten Krowodn-Rock erwähnt. 2009 erreichte die burgenlandkroatische Band Elektrikeri den dritten Platz beim Austrian Band Contest, worauf eine Einladung zum Auftritt beim Donauinselfest folgte.
Wiederum findet man aber sich selbst verstärkende Effekte bei der Wahrnehmung von burgenlandkroatischen Kulturschaffenden. So liegt es an zahlreichen Gründen (u. a. am nicht vorhandenen Interesse bzw. Wissen der Mehrheitsbevölkerung durch ungenügend Sendezeit im Österreichischen Rundfunk und mangelnder Volksgruppenförderung im Allgemeinen, die wiederum zu einem zu geringen Zielpublikum führen), dass außer traditionellen Beiträgen wenig in die öffentliche Berichterstattung/Meinung gelangt. Die Kulturschaffenden, die daher (mangels Zielpublikum) nicht explizit burgenlandkroatisch auftreten, werden in der Öffentlichkeit und vom Mainstream kaum als solche wahrgenommen.

#### Tamburica und Brauchtum
Das burgenlandkroatische Brauchtum unterscheidet sich deutlich von dem der deutsch- oder ungarischsprachigen Burgenländer. Einflüsse der Nachbarn sind allerdings (in beide Richtungen) zu bemerken. Jedoch ist vor allem in den letzten Jahrzehnten durch die gestiegene Mobilität und die Assimilierungspolitik viel vom Brauchtum verloren gegangen oder durch jenes der deutschsprachigen Nachbarn überlagert worden.
Ein auch unter Burgenlandkroaten weit verbreiteter Irrtum ist, dass die Tamburica (deutsch auch Tamburizza geschrieben) das traditionelle Instrument der Burgenlandkroaten ist. Die Tamburica kam erst 1922 aus Kroatien zu den Burgenlandkroaten, wo in der Gemeinde Baumgarten die erste und damit älteste Tamburicagruppe im Burgenland gegründet wurde.

### Aktuelle Probleme
Die kroatische Volksgruppe beklagt einen Mangel an kroatischsprachigen Kindergärten und Mittelschulen sowie die Nicht-Durchsetzung des Kroatischen als Verwaltungssprache. Außerdem kritisieren die Minderheiten die Volkszählungen der vergangenen Jahrzehnte als untaugliche Mittel zur Feststellung der Größe einer Minderheit. Sie seien jeweils eine Methode zur statistischen „Entnationalisierung“ gewesen. Es entstehe bereits bei der Erhebung eine Irreführung, die sich in der Auswertung dann noch verstärke. Laut diesen Volkszählungen ist jedenfalls die kroatische Volksgruppe im Verschwinden begriffen.
Indessen erfreuen sich die Kroatischsendungen des ORF einer wesentlich höheren Hörerquote, als Kroaten statistisch vorhanden sind. Auch Zählungen der katholischen Kirche ergeben ein anderes Bild.
Vielen Burgenländern der kroatischen Volksgruppe ist eine Zugehörigkeit zu dieser heute nicht mehr erstrebenswert. Die Ausdünnung von Kultur und der gesprochenen Sprache hat bei ihnen eine weitgehende Identifikation mit der deutschsprachigen Mehrheit bewirkt, wodurch die Betroffenen selbst sich nicht mehr als Burgenlandkroaten sehen und dies auch in Volkszählungen und Umfragen angeben. Das kroatischsprachige Angebot in den Schulen wird darum nicht mehr so angenommen wie erhofft, was für die Zukunft eine weitere Assimilierung der Burgenlandkroaten erwarten lässt, obwohl die Vertreter der Volksgruppe Gegenmaßnahmen ankündigen.
Diese Entwicklung hat zu einer Polarisierung der Einstellung der Betroffenen geführt. Die Bewahrer einer eigenständigen burgenländisch-kroatischen Kultur werden von den eher deutschsprachigen Kroaten als konservativ und überheblich kritisiert. Die Bewahrer argumentieren damit, dass aus dem Verlust der kroatischen Identität für die gesamte Region und deren Kultur großer Schaden entstünde.

## Persönlichkeiten
Bekannte Burgenlandkroaten bzw. Persönlichkeiten burgenlandkroatischer Herkunft sind, bzw. waren:
- Nikolaus Berlakovich, Politiker (Bundesminister a. D.)
- Paul Blaguss, Unternehmer
- Rudolf Buczolich, Burgtheaterschauspieler, ehemaliger Intendant der Schlossspiele Kobersdorf und Seefestspiele Mörbisch
- Norbert Darabos, Politiker (Bundesminister a. D.)
- Julia Dujmovits, Snowboard-Olympiasiegerin
- József Ficzkó, Schriftsteller
- Anton Leopold, Schriftsteller, Dichter und Schulbuchautor
- Stefan Geosits, Übersetzer
- Paul Gludovatz, Fußballtrainer
- Ernst A. Grandits, Autor, Filmemacher und Journalist
- Marijana Grandits, Politikerin
- Oskar Herics, Spitzenbeamter (österreichischer Vertreter beim Europäischen Rechnungshof)
- Christian Illedits, Politiker (Burgenländischer Landtagspräsident)
- Andreas Ivanschitz, Fußballspieler
- Lorenz Karall, Politiker (ehemaliger Landeshauptmann des Burgenlandes)
- Barbara Karlich, ORF-Talkshow-Moderatorin
- Christian Keglevits, ehemaliger Fußballspieler
- Christian Kolonovits, Komponist, Musikmacher
- Dieter Kolonovits, Präsident des Verwaltungsgerichtes Wien
- Stephan László, erster Bischof von Eisenstadt (ungarischer Vater, kroatische Mutter)
- Eva Maria Marold, Sängerin und Kabarettistin
- Gerhard Milletich, Sportfunktionär (ÖFB-Präsident)
- Hans Orsolics, Boxlegende
- Thomas Parits, ehemaliger Fußballspieler, Generalmanager des FK Austria Wien
- Christian Pogats, Schauspieler
- Walter Prior, Politiker (Burgenländischer Landtagspräsident a. D.)
- Maria Rauch-Kallat, Politikerin (Bundesministerin a. D.; burgenlandkroatische Eltern)
- Michel Reimon, Journalist, Politiker
- Adalbert Resetar, Politiker (Landtagsabgeordneter a. D., Bürgermeister a. D., Vizepräsident der Burgenländischen Landwirtschaftskammer a. D.)
- Lukas Resetarits, Kabarettist und Kottan-Darsteller
- Peter Resetarits, österreichischer Journalist und Moderator
- Thomas Resetarits, Bildhauer
- Willi Resetarits alias Kurt Ostbahn, Sänger, Musiker, Moderator
- Fred Sinowatz, österreichischer Bundeskanzler
- Thomas Stipsits, Kabarettist
- Terezija Stoisits, Volksanwältin, Politikerin
- Toni Stricker, Komponist, Geiger
- Nicole Trimmel, mehrfache Welt- und Europameisterin im Kickboxen[12]
- Ägidius Zsifkovics, Bischof von Eisenstadt